# Реквизиција
Реквизиција је принудно одузимање разних добара од становништва за потребе оружаних снага, државе, предузећа или народа. За одузета добра се давају признанице, бонови, чекови и слично, а надокнада се врши обично при крају ванредне ситуације или ратних дејстава. 
У војсци се често примјењује за снабдијевање јединица током рата. Може се вршити на својој или непријатељској територији.